# Seven Femenino de Dubái 2015
El Seven Femenino de Dubái de 2015 fue la quinta edición del torneo de rugby 7, fue el primer torneo de la Serie Mundial Femenina de Rugby 7 2015-16.
Se desarrolló en el The Sevens Stadium de la ciudad de Dubái, Emiratos Árabes Unidos.

## Fase de grupos

### Grupo A
| Equipo        | Encuentros | Encuentros | Encuentros | Encuentros | Tantos  | Tantos    | Tantos     | Puntos |
| Equipo        | jugados    | ganados    | empatados  | perdidos   | a favor | en contra | diferencia | Puntos |
| ------------- | ---------- | ---------- | ---------- | ---------- | ------- | --------- | ---------- | ------ |
| Rusia         | 3          | 3          | 0          | 0          | 95      | 24        | +71        | 9      |
| Nueva Zelanda | 3          | 2          | 0          | 1          | 64      | 50        | +14        | 7      |
| Francia       | 3          | 1          | 0          | 2          | 54      | 47        | +7         | 5      |
| Brasil        | 3          | 0          | 0          | 3          | 10      | 102       | -92        | 3      |

### Grupo B
| Equipo         | Encuentros | Encuentros | Encuentros | Encuentros | Tantos  | Tantos    | Tantos     | Puntos |
| Equipo         | jugados    | ganados    | empatados  | perdidos   | a favor | en contra | diferencia | Puntos |
| -------------- | ---------- | ---------- | ---------- | ---------- | ------- | --------- | ---------- | ------ |
| Fiyi           | 3          | 3          | 0          | 0          | 75      | 39        | +36        | 9      |
| Canadá         | 3          | 2          | 0          | 1          | 62      | 36        | +26        | 7      |
| Irlanda        | 3          | 1          | 0          | 2          | 29      | 49        | -20        | 5      |
| Estados Unidos | 3          | 0          | 0          | 3          | 29      | 71        | -42        | 3      |

### Grupo C
| Equipo     | Encuentros | Encuentros | Encuentros | Encuentros | Tantos  | Tantos    | Tantos     | Puntos |
| Equipo     | jugados    | ganados    | empatados  | perdidos   | a favor | en contra | diferencia | Puntos |
| ---------- | ---------- | ---------- | ---------- | ---------- | ------- | --------- | ---------- | ------ |
| Australia  | 3          | 3          | 0          | 0          | 93      | 14        | +79        | 9      |
| Inglaterra | 3          | 2          | 0          | 1          | 56      | 31        | +25        | 7      |
| España     | 3          | 1          | 0          | 2          | 40      | 52        | -12        | 5      |
| Japón      | 3          | 0          | 0          | 3          | 12      | 104       | -92        | 3      |

## Fase Final

### Copa de oro
|  | Cuartos de final | Cuartos de final | Cuartos de final |            |           | Semifinales | Semifinales | Semifinales |            |              | Copa         | Copa         | Copa |  |
|  |                  |                  |                  |            |           |             |             |             |            |              |              |              |      |  |
|  |                  |                  |                  |            |           |             |             |             |            |              |              |              |      |  |
|  | Rusia            | Rusia            | 24               |            |           |             |             |             |            |              |              |              |      |  |
|  | Rusia            | Rusia            | 24               |            |           |             |             |             |            |              |              |              |      |  |
|  | España           | España           | 0                |            |           |             |             |             |            |              |              |              |      |  |
|  | España           | España           | 0                |            | Rusia     | Rusia       | 19          |             |            |              |              |              |      |  |
|  |                  |                  |                  |            | Rusia     | Rusia       | 19          |             |            |              |              |              |      |  |
|  |                  |                  | Inglaterra       | Inglaterra | 12        |             |             |             |            |              |              |              |      |  |
|  | Inglaterra       | Inglaterra       | Inglaterra       | Inglaterra | 12        | 17          |             |             |            |              |              |              |      |  |
|  | Inglaterra       | Inglaterra       |                  |            |           |             |             |             |            |              |              |              |      |  |
|  | Canadá           | Canadá           | 12               |            |           |             |             |             |            |              |              |              |      |  |
|  | Canadá           | Canadá           | 12               |            |           |             |             |             |            | Rusia        | Rusia        | 12           |      |  |
|  |                  |                  |                  |            |           |             |             |             |            | Rusia        | Rusia        | 12           |      |  |
|  |                  |                  | Australia        | Australia  | 31        |             |             |             |            |              |              |              |      |  |
|  | Australia        | Australia        | Australia        | Australia  | 31        | 15          |             |             |            |              |              |              |      |  |
|  | Australia        | Australia        |                  |            |           |             |             |             |            |              |              |              |      |  |
|  | Nueva Zelanda    | Nueva Zelanda    | 12               |            |           |             |             |             |            |              |              |              |      |  |
|  | Nueva Zelanda    | Nueva Zelanda    | 12               |            | Australia | Australia   | 26          |             |            | Tercer lugar | Tercer lugar | Tercer lugar |      |  |
|  |                  |                  |                  |            | Australia | Australia   | 26          |             |            | Tercer lugar | Tercer lugar | Tercer lugar |      |  |
|  |                  |                  | Francia          | Francia    | 0         |             |             |             |            |              |              |              |      |  |
|  | Francia          | Francia          | Francia          | Francia    | 0         | 19          |             |             | Inglaterra | Inglaterra   | 10           |              |      |  |
|  | Francia          | Francia          |                  |            |           |             |             |             | Inglaterra | Inglaterra   | 10           |              |      |  |
|  | Fiyi             | Fiyi             | 12               |            |           |             |             |             |            |              | Francia      | Francia      | 5    |  |
|  | Fiyi             | Fiyi             | 12               |            |           |             |             |             |            |              | Francia      | Francia      | 5    |  |
|  |                  |                  |                  |            |           |             |             |             |            |              |              |              |      |  |

| Bandera de Australia   |
| Campeón Australia      |
| 1º título del circuito |